# František Ladislav Čelakovský
František Ladislav Čelakovský (n. 7 martie 1799, Strakonice, Boemia de Sud, Cehia – d. 5 august 1852, Praga, Imperiul Austriac) a fost un poet, folclorist și traducător ceh.
Mergând pe linia romantismului, se ocupă cu precădere de folclorul național și al altor popoare slave.

## Opera
- 1830: Poezii amestecate ("Smíšené básně");
- 1840: Trandafirul cu o sută de petale ("Růže stolistá");
- 1822/1827: Cântece populare slave ("Slovanské národní písně");
- 1829: Ecou al cântecelor ruse ("Ohlas písní ruských");
- 1839: Ecou al cântecelor cehe ("Ohlas písní českých");
- 1854: Înțelepciunea poporului slav în proverbe ("Mudrosloví národa slovanského v příslovích").